# 아부 사이드 (일 칸국)
알라 알둔야 왈딘 아부 사이드 바하두르 칸(아랍어·페르시아어: ابو سعید بہادر خان Abū Saʿīd Bahādur Khān[*], 몽골어: ᠪᠦᠰᠠᠢ ᠪᠠᠬᠠᠲᠦᠷ ᠬᠠᠨ Busayid Baghatur Khan, 튀르키예어: Ebû Said Bahadır Han)은 아홉번째 이란의 일칸으로, 실질적으로 통치한 마지막 일칸이다. 그의 재위는 일칸들 가운데 가장 길고 안정적이었다. 14세기의 작가들은 아부 사이드의 시대를 황금기로 묘사했다. 그러나 후계자를 남기지 못하고 사망하여, 이후의 일칸들은 실질적인 권력을 행사하지 못했다.

## 생애

### 즉위 이전
1305년 6월 2일, 아부 사이드는 우잔에서 울제이투와 하즈 하툰을 부모로 하여 태어났다. 곧 그의 형들이 모두 죽었기 때문에, 아부 사이드는 자연히 유일한 후계자로 여겨졌다. 전통에 따라 울제이투는 아부 사이드는 아미르 세빈츠의 보호에 두며 후라산과 마잔다란의 총독으로 임명하여 동쪽으로 보냈다. 1316년, 울제이투가 죽자 세빈츠는 아부 사이드와 함께 수도 술타니야로 귀환하여, 아부 사이드를 옹립했다 (정확한 날짜는 사료에 따라 1317년 7월 5일, 1317년 8월 16일 등으로 다양함).

### 재위
아부 사이드는 즉위시 12살에 불과했기 때문에, 울제이투 시대의 권신 추반이 섭정으로써 일칸국을 통치했다. 추반의 셋째 아들 디마크쉬 호자는 추반의 곁에서 보필하였고, 다른 아들들은 제국 각지의 요충지의 총독으로 임명되었다. 추반의 권력을 질투한 장군들은 암살을 시도하였으나, 추반은 살아남은 뒤 아부 사이드의 허락을 얻어 경쟁자들을 모두 파멸시켰다. 또한 아부 사이드의 자매인 사티 벡과 결혼했다.
그러나 추반의 권력은 1325년에 아부 사이드와의 갈등을 빚으며 몰락하기 시작했다. 아부 사이드는 추반의 딸 바그다드 하툰과 결혼하기를 원했다. 그러나 바그다드 하툰은 잘라이르 부족의 수령, 셰이흐 하산 부주르그와 결혼한 상태였고, 추반은 이를 거부했다. 아부 사이드는 이를 불충으로 보았으나, 추반의 권력이 너무 강했기 때문에 일단은 참았다. 그러나 1327년, 추반이 차가타이 칸국과의 전쟁을 위해 후라산으로 군대를 이끌고 수도를 떠나자, 아부 사이드는 디마쉬크 호자를 처형했다 (1327년 8월 24일). 아미르 추판은 아부 사이드의 누이 샤티 벡과 결혼하였고, 아미르 추판의 다른 부인의 딸은 바그다드 카툰이었다.
이후 아부 사이드는 각지에 전령을 보내, 추반과 그의 가족을 처형할 것을 명령했다. 추반은 헤라트로 도주하여 카르트 왕조에 망명하였다. 그러나 일칸국의 군대가 접근하자 카르트 왕조의 말리크 기야스 알딘은 추반과 그의 아들 질라우 칸을 처형했다. 아부 사이드는 이후 추반 가문의 모든 남자들을 처형했다. 그 결과 추반의 둘째 아들 티무르타쉬만이 살아남았다. 아부 사이드 자신은 디마쉬크 호자의 딸, 딜샤드 하툰과 1333년에 결혼하였다.
1325년에 아부 사이드 칸은 샤이흐 후세인을 파견하여 샤라프 알딘을 대체하게 한 뒤 샤라프 알딘을 붙잡아 수감시켜 버렸다. 하지만 샤이흐 후세인은 시라즈를 완전히 장악하지 못하고 샤라프 알딘의 아들인 기야스 알딘의 저항을 받아 쫓겨난다.
일 한국에서 가장 큰 권력을 행사했던 아미르 추판은 9대 칸인 아부 사이드 칸의 미움을 사 1327년에 추방당한 뒤 살해당했다. 하지만 그의 딸인 바그다드 하툰이 아부 사이드 칸의 황후(하툰,Khatun)가 된 후 칸보다 더 큰 권력을 쥐면서 추판 부족은 일 한국에서의 권력을 회복하였다.
하산 부즈루그는 아미르 추판(혹은 츄반, 쵸반)의 딸인 바그다드 하툰과 결혼하였으나 바그다드 하툰을 사랑한 아부 사이드 칸의 강요로 이혼당하게 되었다. 그는 1332년 바그다드 하툰과 짜고 아부 사이드 칸에 대한 음모를 꾸몄다는 누명을 쓰고 감옥에 갇혔으나 1년 만에 풀려난 뒤 소아시아 총독으로 임명되었다.
1335년 아부 사이드 칸이 죽은 후 칸에 오른 것은 아리크 부케의 후손인 아르파 케운이었다. 아부 사이드 칸의 뒤를 이어 칸위에 오른 아르파 케운은 큰 권력을 누렸던 바그다드 하툰을 잡아 처형시켰지만 그 자신도 1년 후인 1336년에 바그다드의 알리 파드샤에 처형당하게 된다.
이로써 일 한국은 완전히 멸망하여 몽골이 오기 전인 상태처럼 자라이르 왕조, 추판 왕조 등 여러 왕조로 갈라지게 된다.